# Willi Gutmann
Pour les articles homonymes, voir Gutmann.
Willi Gutmann (né le 2 décembre 1927 à Dielsdorf, mort le 21 février 2013 dans la même commune) est un sculpteur suisse.

## Biographie

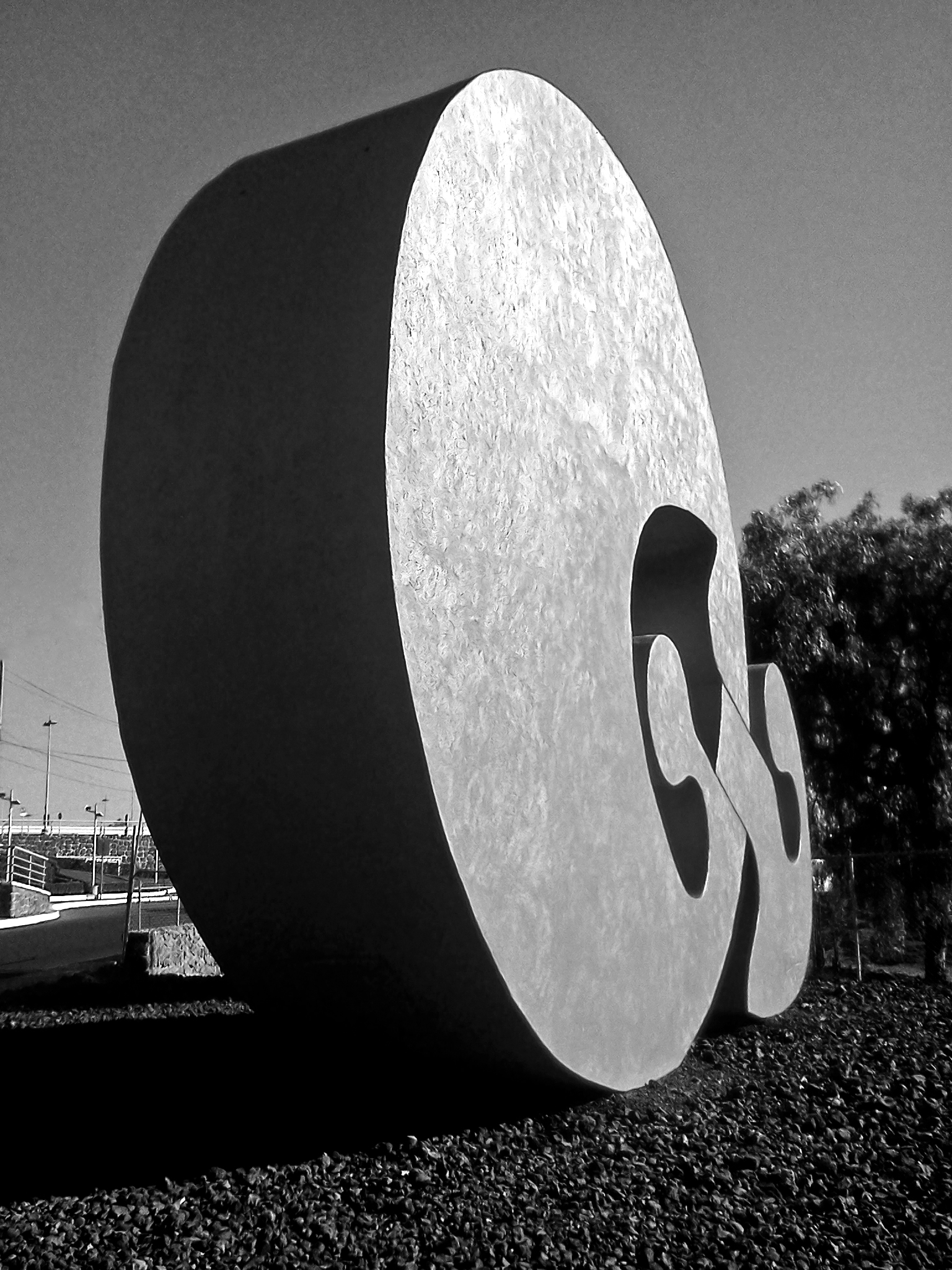
El ancla, Ruta de la Amistad, Mexico.

Willi Gutmann commence sa carrière en tant qu'architecte et designer, mais devient sculpteur en 1965. Pour la plupart de ses sculptures, Gutmann utilise des métaux et des alliages qu’il transforme de différentes manières. Gutmann se spécialise dans les sculptures monumentales à base de corps en mouvement, disjoints.
Gutmann représente la Suisse avec Route of Friendship à l'occasion des Jeux olympiques d'été de 1968 à Mexico. Twin Circles Geared Together est installé dans le Mervis Hall de l'université de Pittsburgh, Big Orange à l'université de Houston. L'une de ses plus grandes sculptures, Two Columns with Wedge de 1971, haute de 24 m se trouve à The Embarcadero, dans le port de San Francisco.